# Македоно-одринска революционна организация
Македоно-одринската революционна организация е нереализиран политически проект за създаване на революционна организация, приет на Банския конгрес на левицата на ВМОРО от май 1908 г., в отговор на изключването на Яне Сандански и съмишлениците му от редиците на ВМОРО на Кюстендилския конгрес на ВМОРО.
На този конгрес Павел Делирадев изнася основния доклад. Поддържа се тезата, че идеята за автономия вече не отговаря на политическите условия, а на преден план се прокарва тезата за Балканска федерация. Взето е и решение за създаване на нова организация - МОРО, както и да се разпусне четническият институт.
Още преди Младотурската революция от юли 1908 г. започва организирането на новата фракция в рамките на македоно-одринското революционно движение. По-късно левицата начело със Сярската група влиза в контакт с младотурците и след революцията минава в легалност и се заемат със създаването на Македоно-одринската революционна организация. На 18 юли Яне Сандански чете „Манифест към всички народности в империята“. През август Сандански и неговият „социалистически щаб“ подготвя Проектопрограма на Македоно-Одринската революционна организация. Проектопрограмата и декларацията са съставени от Сандански, Димо Хаджидимов, Димитър Миразчиев, Никола Харлаков, Ангел Томов и Павел Делирадев, които се събрали на няколко заседания в началото на август 1908 г. в Солун в хотел „Енглетер“, а окончателната редакция е направена от Сандански и Хаджидимов.
На 8 август 1908 г. в Солун е публикувана „Проектопрограма на Македоно-Одринската революционна организация“, която включва Програмни искания и Декларация. Още в началото на проектопрограмата категорично е подчертано, че революционната организация е на своя борчески пост и е готова всеки момент да си послужи със силата на оръжието в случай на „едно настъпление на реакцията“. Това твърдение е доразвито в „Декларацията“, в която се отбелязва, че в момента МОРО се проявява с ”легални форми, без да се прибягва до силата на оръжието”, тъй като след възстановяването на Конституцията от 1876 г. в Империята са въведени първите и елементарни условия за легална политическа акция. Независимо от тези положителни промени дейците на „левицата“ декларират, че оръжието не е прибрано и че те са готови всеки миг да го вземат в ръце и да продължат борбата в съответните нелегални форми, ако обещаните свободи на българите не се изпълнят. В окръжното, с което разпращат документите до околийските революционни окръзи, целта на революционната организация е определена недвусмислено:
| „ | Въдворяване на едно положение, при което всяка нация, включително и нашата - българската, да има обезпечени всички гаранции за свободно политическо, икономическо и културно развитие. | “ |

В брой № 6 от 5 септември 1908 г. на страниците на издавания от санданистите в. „Конституционна заря“, който се легитимира като печатен орган на Македоно-одринската революционна организация се декларира:
| „ | Ние сме българи преди всичко и представляваме интересите на българското население в Македония и Одринско, на плещите на което се е борила нашата организация. Като такава много естествено е, че ние ще се надяваме и очакваме поддръжка най-вече от ония външни фактори, които са най-близки до нас и по чувства, и по произхождение, и по национални връзки. Такива са, не ще и съмнение, всички българи вън от пределите на Турската империя, а най-вече ония, които съставляват самостоятелна държавна единица в лицето на съседното с нас Княжество България. | “ |

Дейците на МОРО се пръснали из цяла Македония и Одринско с цел да агитират за участие в проектирания учредителен общ конгрес, но свикването му пропада след атентата срещу Сандански в Солун, извършен на 24 септември от Тане Николов. По такъв начин учредителният конгрес на МОРО не се провежда и тя на практика съществува нерегламентирано до началото на 1909 г.
Междувременно назряват и известни противоречия в левицата. Някои от дейците ѝ се отказали от идеята за МОРО. Крилото на Христо Чернопеев и Струмишкият революционен окръг започват да издават свой вестник „Единство“ под редакцията на Делирадев. По-късно от групата се отцепва и ядрото на Солунския революционен окръг, подстрекавано от Димитър Влахов. Така МОРО отпада като проект от сцената на политическия живот в Турция, но принципите от нейната проектопрограма залягат в основата на програмните документи на новата Народна федеративна партия, която фактически замества пропадналия проект за създаване на МОРО.